# Protoxerus
Protoxerus — рід вивірок підродини Xerinae. Вони зустрічаються лише в Африці. Зустрічається по всіх тропічних лісах Африки.

## Характеристики
Її довжина голови та тіла становить 30 см, а хвіст приблизно такої ж довжини. Її колір дуже мінливий: спина від оливково-коричневого до чорного; щоки та боки білі; а нижня сторона від білої до світло-коричневої. Хвіст може бути чорно-білим або чорно-коричнево-смугастим, або ж суцільним.

## Спосіб життя
Обидва види швидко пересуваються верхівками дерев у пошуках горіхів та фруктів. Якщо вони живуть серед олійних пальм, вони часто мають помаранчеві плями на хутрі, спричинені соком плодів олійної пальми. 